# Surgència
|  | Aquest article tracta sobre l'ascens de capes d'aigua. Si cerqueu l'aparició d'aigua superficial, vegeu «font». |

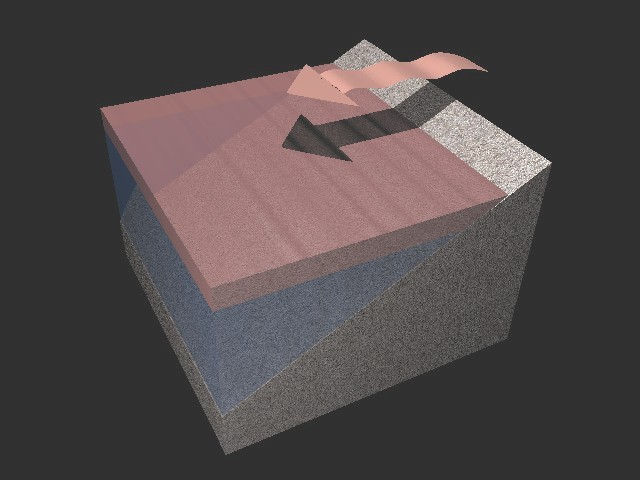
El vent de la costa s'apropa a la capa superior del mar

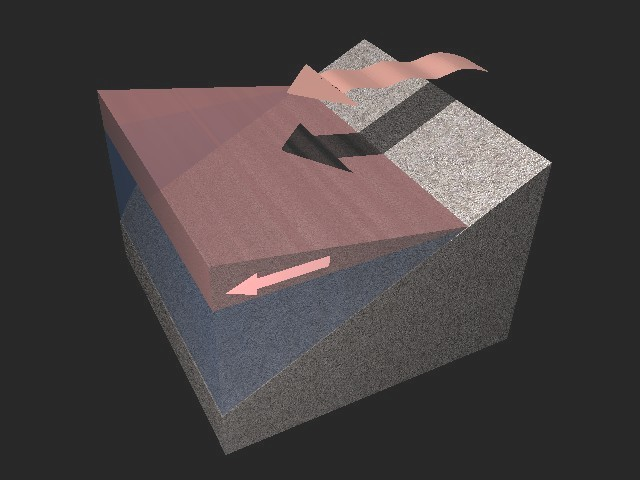
La capa superior del mar s'amuntega al llarg de la costa, creant un desequilibri

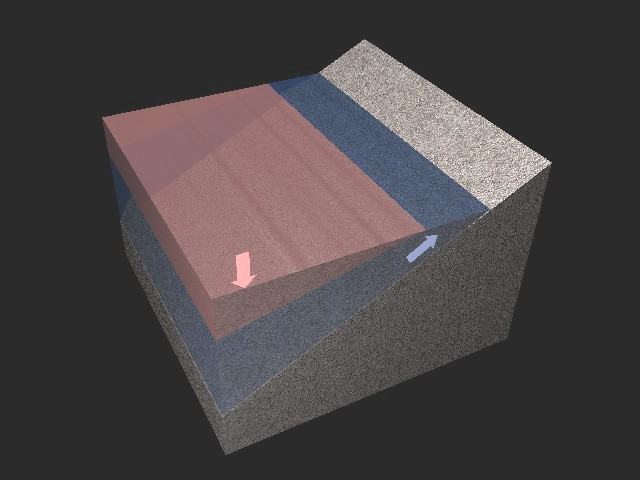
El mar es reequilibra, la capa calenta s'enfonsa i l'aigua freda s'eleva prop de la costa

Les surgències (upwelling en anglès) són un fenomen oceanogràfic que consisteix en el moviment vertical de les masses d'aigua, de nivells profunds cap a la superfície. A aquest fenomen s'anomena aflorament i les aigües superficials presenten generalment un moviment de divergència horitzontal característic.

## Surgència costanera
La surgència costanera és la més coneguda, i la més relacionada a les activitats humanes, ja que dona origen a les zones pesqueres més productives. Les aigües profundes són riques en nutrients que inclouen nitrats i fosfats, que són producte de la putrefacció de matèria orgànica enfonsada des de les aigües superficials. Quan és portada a la superfície aquests nutrients són utilitzats pel fitoplàncton, juntament amb diòxid de carboni (CO₂) dissolt i energia solar, per produir compostos orgànics a través del procés de fotosíntesi. D'aquesta manera les regions de surgències resulten en llocs de molt alts nivells de producció primària (la quantitat de carboni fixat pel fitoplàncton) en comparació a altres àrees de l'oceà. L'alta producció primària indueix l'activitat de la xarxa tròfica, ja que el fitoplàncton és la base de l'aliment oceànic.
La clau de la física que dona l'aixecament a les surgències costaneres és la força de Coriolis, per la qual els corrents produïts pel vent tendeixen a dirigir cap a la dreta en l'hemisferi nord, i cap a l'esquerra en l'hemisferi sud. Per exemple, quan el vent bufa ja sigui cap a l'equador en un límit oceànic oriental o quan bufa cap al pol nord en un límit oceànic occidental, les aigües costaneres són portades fora de la costa per acció del transport d'Ekman, i és reemplaçada per aigües més denses des de baix.
Les regions de surgències inclouen Perú, Xile, mar d'Aràbia, Sud-àfrica occidental, Nova Zelanda oriental o Califòrnia.

## Altres surgències
Un fenomen relacionat es troba en l'equador. Els vents orientals (que es dirigeixen a l'oest) bufant al llarg de l'equador a la conca de l'Atlàntic porten aigua cap a la dreta (cap al nord) i aquests mateixos vents en la part sud de l'equador porten l'aigua cap al sud (efecte Coriolis, en cada hemisferi indueixen a la massa en moviment a desplaçar-se cap a la dreta al nord i cap a l'esquerra en el sud), la divergència generada en l'equador resulta en una surgència amb aigua rica en nutrients, i resulta en el notable fet que a la regió equatorial es pot veure des de l'espai una ampla línia d'altes concentracions de fitoplàncton.

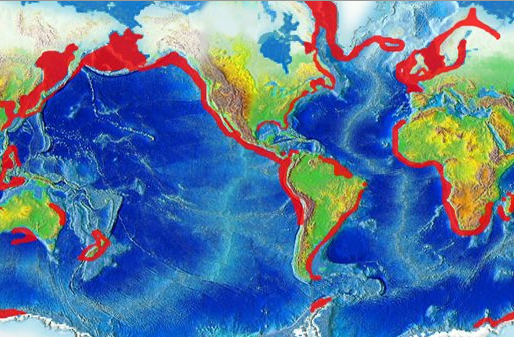
Zones de surgència d'aigua freda (en vermell)

Surgències de gran escala es poden també trobar a l'oceà Antàrtic. Aquí, els vents occidentals (que es dirigeixen a l'est) bufen al voltant de l'Antàrtida, portant un flux d'aigua significant en direcció al nord. Des d'aquí no hi ha continents en una amplitud de latitud entre Amèrica del Sud i la punta de la Península Antàrtica, una mica d'aquestes aigües és arrossegada des de grans profunditats. En molts models numèrics i síntesi observacionals, les surgències de l'Oceà Antàrtic representen la principal manera per la qual la profunda i densa aigua és duta a la superfície. A l'Atlàntic Nord i el Pacífic Nord també hi ha surgències més superficials produïdes pel vent, associades amb les circulacions del gir subtropical en el sentit del rellotge.
Alguns models de la circulació oceànica suggereixen que surgències de gran escala ocorren en els tròpics, com fluxos per pressió convergeix aigua cap a les baixes latituds on és difusament escalfada des de dalt. Els coeficients de difusió requerits, però, sembla que són més grans que els observats en l'oceà real. No obstant això, algunes surgències difuses probablement ocorrin.
Les surgències localitzades poden ser degudes a la desviació de corrents profunds per una muntanya submarina proveint amb una illa rica de nutrients en àrees de l'oceà on, d'altra manera, la productivitat seria baixa. Aquests proporcionen les illes de la vida en aquestes àrees i són importants per a les migracions d'espècies i la pesca humana. Les surgències també poden ocórrer quan els ciclons tropicals romanen sobre una àrea, movent-se a velocitats de menys de 5 mph (8 km/h). El moviment d'un cicló arrossega eventualment una aigua més freda des de capes més baixes de l'oceà. Això afebleix el cicló.
També ocorren surgències en altres ambients de fluids, com ara magma al mantell terrestre o al plasma dins d'una estrella. Sovint són resultat d'una convecció.